# نعاس
النعاس أو النيمومة (بالإنجليزية: Somnolence أو sleepiness أو drowsiness)‏ هي حالة من الرغبة الشديدة في النوم، أو النوم لفترات طويلة (فرط النوم).

## حالات متعلقة بالنعاس
- اضطراب مرحلة النوم المتقدمة
- متلازمة أليس في بلاد العجائب
- الوذمة الدماغية
- نقص التأكسج الدماغي
- متلازمة التعب المزمن
- اضطراب نوم النظم اليوماوي (أو اضطراب إيقاع الساعة البيولوجية)
- الاكتئاب السريري وخصوصا الاضطرابات العاطفية الموسمية
- التجفاف
- اضطراب مرحلة النوم المتأخرة
- السكري
- التهاب الدماغ
- الصرع، بعد نوبات الاختلاج
- فيبروميالغيا
- استسقاء الرأس
- فرط الدريقات
- انخفاض الحرارة
- قصور الدرقية
- فرط النوم مجهول السبب
- كثرة الوحيدات العدوائية
- نزف داخل القحف بسبب اضطراب أم الدم
- زيادة ضغط داخل القحف بسبب ورم المخ
- داء لايم
- التغفيق
- اضطراب عدم النوم والاستيقاظ 24 ساعة أو داء الفرط الليلي النهاري أو داء الركض الحر
- سلوك المرض
- انقطاع النفس الانسدادي النومي
- اضطراب النوم والأرق
- الجوع الشديد
- السكتة
- إصابات الدماغ الرضية
- داء المثقبيات الأفريقي

## أدوية تسبب النعاس
- المسكنات الموصوفة أو المحظورة مثل الأفيونيات مثل أوكسيكودون وهيروين
- مضادات الاختلاج مثل كاربامازيبين وفينيتوين وبريغابالين وغابابنتين
- مضادات الاكتئاب مثل مضادات الاكتئاب ثلاثية الحلقات وميرتازابين وبدرجة أقل مثبطات إعادة امتصاص السيروتونين الانتقائية ومثبطات إعادة امتصاص سيروتونين ونورإبينفرين بالإضافة لمثبطات أكسيداز أحادي الأمين
- مضادات الهستامين مثل ديفينهيدرامين ودوكسيلامين
- مضادات الذهان مثل ثيوريدازين وكويتيابين وأولانزابين وريسبيريدون وزيبراسيدون باستثناء هالوبيريدول
- ناهضات الدوبامين المستخدمة في علاج مرض باركنسون مثل بيرغوليد وروبينيرول وبراميبكسول
- أدوية فيروس العوز المناعي البشري مثل إفافيرنز
- أدوية فرط ضغط الدم مثل أملوديبين
- مهدئات ومنومات مثل:
  - زوبيكلون
  - بنزوديازيبين مثل ديازيبام ونيترازيبام
  - باربيتورات مثل أموباربيتال وسيكوباربيتال
- أدوية أخرى مؤثرة على الجهاز العصبي المركزي بجرع كافية أو جرع سمية.